# Мохова (Новосибірська область)
Мохова (рос. Моховая) — присілок у Татарському районі Новосибірської області Російської Федерації.
Входить до складу муніципального утворення Нікулинська сільрада. Населення становить 82 особи (2010).

## Історія
Згідно із законом від 2 червня 2004 року органом місцевого самоврядування є Нікулинська сільрада.

## Населення
| 2002 | 2007 | 2010 |
| ---- | ---- | ---- |
| 197  | ↘132 | ↘82  |